# Юхименко, Иван Яковлевич
Иван Яковлевич Юхименко (2 (14) октября 1892, Харьков — 6 февраля 1943, Казань) — украинский советский актер, режиссер, педагог. Заслуженный артист УССР (1935).

## Биография
Родом из Харькова; там 1914 дебютировал на сцене городского театра.
Работал в «Молодом театре» Леся Курбаса.
31 августа 1922 года в Харькове создано молодежный драматический театр «Наш путь» с этнографическим уклоном, основателем стал Юхименко — главный режиссер Украинского государственного драматического театра им. И. Франко.
Впоследствии преподаватель Харьковского музыкально-драматического института (1925—1927) и режиссер Театра для детей (1924—1925), режиссер Полтавского театра украинской драмы имени Котляревского (1926—1928), далее в Днепропетровском театре имени Тараса Шевченко (1928—1930), Харьковском театре Ленинского Комсомола (1931), Одесском (1933—1937) и Харьковском (1937—1938) театрах Революции.
С 1940 года — художественный руководитель Черновицкого государственного украинского драматического театра.
Там вместе с женой и другими актерами посетил Ольгу Кобылянскую. Иван Яковлевич рассказал писательнице о творческих планах театра.
С началом Великой Отечественной войны вместе с театром переехал в Харьков, а позже в Ленинград, далее на восток. С 1943 года в Елабуге (Татарская АССР).
Репрессирован. Умер в Казани.
По другим, более сомнительным данным, Иван Юхименко вместе с женой и детьми погиб вместе с другими заключенными Харьковской тюрьмы во время отступления из города частей Красной армии в 1941 году..

## Творчество
Спектакли:
- «По заре» Владимира Гжицкого (1924),
- «Павел Греков» Бориса Войтехова и Леонида Ленча (1931),
- «Диктатура» Ивана Микитенко (1929),
- «Гибель эскадры» Александра Корнейчука (1933),
- «Республика на колесах» Якова Мамонтова,
- «Отелло» Уильяма Шекспира,
- «Сорочинская ярмарка» по Николаю Гоголю и другие.